# 아주산업
아주산업㈜은 아주그룹의 모기업으로 레미콘, PHC파일, 골재 등을 제조/판매하는 건자재 전문기업이다.
1960년 9월 1일 설립된 아주산업은 목재 전신주 대체품인 콘크리트 전신주 개발로 사업의 성장 발판을 마련한 데 이어 1970년대에는 건설용 고강도 흄파이프를 공급하면서 굴지의 건자재 전문기업으로 도약했다. 이후 1980년대 레미콘 사업에 진출하면서 단숨에 ‘레미콘 업계 빅3 기업’ 으로 부상한 아주산업은 현재 수도권 일대 7개 레미콘 공장을 포함해 총 10개의 건자재 공장과 기술연구소를 보유하고 있다. 
레미콘 사업 외에도 PHC파일과 골재 사업분야에서 선두를 달리고 있으며 나아가 철강, 우드펠릿, 트럭/건설기계용 타이어 등 다양한 상품을 수입 및 유통하는 무역/유통업에도 진출하여 성과를 보이고 있다.

## 생산제품
- 레미콘
- PHC파일
- 골재

## 같이 보기
- 아주그룹